# Hemming Van
Hemming Van (født 28. februar 1956) er en dansk direktør, der er administrerende direktør hos fødevareproducenten Daloon A/S, der er bedst kendt for sine forårsruller. Van er den yngste søn af virksomhedens afdøde grundlægger, Sai-chiu Van.